# Saint-Louis (Guadalupe)
Saint-Louis  é uma comuna francesa, situada no departementoa de Guadalupe. Conta com mais de 2 833 habitantes. Esta situada na ilha de Marie Galante.

## Ligações Externas
- (em francês) Portal Turístico de Marie-Galante.
- (em francês) Visite o guia de habitação Murat pelo Conselho Geral de Guadeloupe.
- (em francês) Site Oficial de Turismo de Marie Galante.